# Бахтыбаев, Тохтахун
Тохтахун Бахтыбаев (каз. Тохтахун Бақтыбаев; 2 марта 1923, Алма-Ата, Туркестанская АССР — 16 сентября 1987, Алма-Ата) — уйгурский советский актёр театра, танцовщик, заслуженный артист Казахской ССР (1977).

## Биография
Участвовал в Великой Отечественной войне. Был награждён орденом Отечественной войны и медалями.
Творческую деятельность начал в 1945 году в Казахконцерте. В 1946—1987 годах работал актёром, танцовщиком в Уйгурском музыкально-драматическом театре.
В 1953 году вступил в КПСС.

## Творчество

### Театральные работы
Первой значительной ролью, сыгранной Тохтахуном Бахтыбаевым в театре, стала роль Хидоятхана в спектакле «Проделки Майсары» Х. Н. Хамзы в 1951 году. Творчеству Бахтыбаева были присущи острая характерность, пластичность и музыкальность.
Он играл разнообразные роли, среди которых: Шолпаков («Если скрываешь болезнь» С. Р. Башояна, Л. Смоляниновой и К. Хасанова), Капитан («Заря нал Кульджой» А. Исматуллы и С. Тиллы), Дутов («Незабываемые дни» М. Кибирова и М. Мушрапилова), Визирь, Розахун («Мукамчи» и «Рождённые не умирают» А. А. Аширова), Султанбай, Бахтия («Анархан» Д. Асимова и А. Садырова), Мурадов («В бурю» Х. А. Абдуллина), Дарин, Юзбаши («Назугум» Ж. Босакова), Шахимардан «Билал — Назим» (Ш. Шаваева), Яшка («Свадьба в Малиновке» Б. А. Александрова и Л. А. Юхвида), Ишмурза («В ночь лунного затмения» М. С. Карима), Анучкин («Женитьба» Н. В. Гоголя), Фабрицио («Хозяйка гостиницы» К.Гольдони), Кассио («Отелло» У. Шекспира) и другие.

### Роли в кино
- 1980 — Гонцы спешат
- 1983 — Волчья яма
- 1987 — Кто ты, всадник?